# Station Stoumont
Station Stoumont is een voormalig spoorwegstation langs spoorlijn 42 in de Belgische gemeente Stoumont. Het voormalige station ligt zo'n drie kilometer ten westen van het dorp, voorbij het gehucht Targnon. In tegenstelling tot het dorp Stoumont ligt het station in de vallei van de Amblève.
Ten oosten van station Stoumont gaat de spoorweg door een nauw deel van de Amblève-vallei. Hiertoe werden drie tunnels gegraven: die van Targnon (279m, onder het gelijknamige gehucht), Xhierfomont (127m) en Cheneux (250m).
Het station van La Gleize, aan de oostzijde van Stoumont, lag in directe lijn wat dichter bij het centrum van het dorp, maar was enkel via La Gleize te bereiken via een verharde weg.

## Aantal instappende reizigers
De grafiek geeft het gemiddeld aantal instappende reizigers weer op een week-, zater- en zondag.
| Tabel: aantal instappende reizigers station Stoumont | Tabel: aantal instappende reizigers station Stoumont | Tabel: aantal instappende reizigers station Stoumont | Tabel: aantal instappende reizigers station Stoumont |
|                                                      | Weekdag                                              | Zaterdag                                             | Zondag                                               |
| ---------------------------------------------------- | ---------------------------------------------------- | ---------------------------------------------------- | ---------------------------------------------------- |
| 1977                                                 | 8                                                    | 7                                                    | 26                                                   |
| 1978                                                 | 11                                                   | 5                                                    | 18                                                   |
| 1979                                                 | 14                                                   | 9                                                    | 13                                                   |
| 1980                                                 | 11                                                   | 6                                                    | 11                                                   |
| 1981                                                 | 11                                                   | 16                                                   | 5                                                    |
| 1982                                                 | 21                                                   | 12                                                   | 24                                                   |
| 1983                                                 | 8                                                    | 10                                                   | 17                                                   |

0,0: Rivage ·
0,9: Liotte ·
5,7: Martinrive ·
8,2: Aywaille ·
11,4: Remouchamps ·
13,4: Nonceveux ·
17,0: Quarreux ·
19,0: Lorcé-Chevron ·
21,4: Stoumont ·
27,4: La Gleize ·
30,4: Roanne-Coo ·
32,6: Coo ·
34,8: Trois-Ponts ·
40,7: Grand-Halleux ·
45,7: Rencheux ·
46,7: Vielsalm ·
48,3: Salmchâteau ·
51,4: Cierreux ·
54,2: Bovigny ·
58,1: Gouvy